# Teodino de Scarpa
Teodino de Scarpa (zm. 14 września 1167) – włoski benedyktyn.
Opat Monte Cassino po śmierci Rainaldo di Collemezzo w październiku 1166.